# Gmina Jokkmokk
Gmina Jokkmokk (szw. Jokkmokks kommun) – gmina w Szwecji, w regionie Norrbotten, siedzibą jej władz jest Jokkmokk.
Pod względem zaludnienia Jokkmokk jest 273. gminą w Szwecji. Zamieszkuje ją 5599 osób, z czego 49,37% to kobiety (2764) i 50,63% to mężczyźni (2835). W gminie zameldowanych jest 129 cudzoziemców. Na każdy kilometr kwadratowy przypada 0,31 mieszkańca. Pod względem wielkości gmina zajmuje 2. miejsce.